# Florence Welch
Florence Welch, właśc. Florence Leontine Mary Welch (ur. 28 sierpnia 1986 w Londynie) – angielska wokalistka, autorka tekstów i muzyki znana jako wokalistka zespołu Florence and the Machine reprezentującego muzykę z gatunku indie rock, poetka. 
Debiutancki album zespołu, Lungs został wydany w 2009 roku. 17 stycznia 2010 album został uznany za najlepszy na listach przebojów po tym jak utrzymywał się na nich przez 28 tygodni.
W październiku 2011 roku powstał drugi album zespołu Ceremonials. Zajął pierwsze miejsce w Wielkiej Brytanii oraz szóste w Stanach Zjednoczonych.
W 2015 roku, razem z zespołem nagrała trzecią płytę How Big, How Blue, How Beautiful.

## Młodość
Urodzona w Camberwell Florence jest siostrzenicą satyryka Craiga Browna. Jest również wnuczką wydawcy The Daily Telegraph Colina Welcha. Florence jest córką Evelyn Welch – wicedyrektorki szkoły King’s College London (Arts & Sciences at King’s College London), profesor historii specjalizującej się w renesansie oraz Nicka Welcha, kierownika reklamy. Ma dwójkę młodszego rodzeństwa: Grace i JJ'a Welch.
Florence uczyła się najpierw w Thomas's London Day School, potem w Alleyn School, South London. Do Camberwell Art College dostała się dzięki ułożeniu kwiatowej kompozycji głoszącej „You're a twat”. W dzieciństwie u Welch stwierdzono dysleksję. Jest ona odkryciem muzycznym Davida Gilmoura z Pink Floyd.

## Kariera
Florence Welch śpiewa głównie indierockową muzykę. W 2006 r., przed założeniem grupy Florence + the Machine, Florence była piosenkarką oraz główną kompozytorką w zespole Ashok. Pierwszy i jedyny studyjny album Plans wyszedł w 2007 r. i został nagrany w Eden Studios oraz The Great Hall w The Pierce Rooms. Wczesna wersja „Kiss with a Fist”, czyli „Happy Slap” znalazła się na tym właśnie albumie. W roku 2007 wraz z Isabellą Summers stworzyła zespół Florrible and Misrabella. Jedyny wydany przez nie album nosi tytuł Someone Split a Snakebite on My Espadrille i został wydany przez wytwórnię All Boro.
Florence współpracowała z takimi artystami jak Fatboy Slim, David Byrne, jednak największy przełom w karierze jej i jej zespołu nadszedł po współpracy ze szkockim DJ-em i autorem tekstów Calvinem Harrisem. Ten zremiksował piosenkę „Spectrum”, a następnie nagrali wspólny utwór pt. „Sweet Nothing”. Przebój „Sweet Nothing” zajął pierwsze miejsce na listach przebojów w Szkocji, Irlandii i Wielkiej Brytanii oraz 10. miejsce w najbardziej prestiżowej amerykańskiej liście przebojów – Billboard Hot 100. Utwór ten był również wielokrotnie nagradzany.
Piosenki Florence rozbrzmiewały w różnych telewizyjnych produkcjach (m.in. Chirurdzy, Pamiętniki wampirów, Jak poznałem waszą matkę) oraz filmach (Zmierzch, Wielki Gatsby, Osobliwy dom pani Peregrine).
W 2016 roku Lady Gaga nawiązała z nią współpracę nad utworem „Hey Girl” na jej album „Joanne”.
5 lipca 2018 roku Welch wydała książkę pt. „Useless Magic’” z wierszami oraz tekstami piosenek. Wśród poezji pojawiają również szkice i malunki artystki.

## Wizerunek
Styl Florence jest dość nietypowy. Jak sama mówi: na scenie jestem Panią z Shalott w połączeniu z Ofelią i upiorną gotycką damą, jednak w prawdziwym życiu jestem w pewnym sensie pedantyczna i skromna. Lubi długie, półprzeźroczyste suknie oraz styl lat 40. Okrzyknięto ją królową stylu boho vintage.

## Dyskografia
Single
| Tytuł                                                | Rok  | Pozycja na liście | Pozycja na liście | Pozycja na liście | Pozycja na liście | Pozycja na liście | Pozycja na liście | Pozycja na liście | Certyfikat | Album     |
| Tytuł                                                | Rok  | UK                | USA               | CAN               | FRA               | AUS               | NZL               | GER               | Certyfikat | Album     |
| ---------------------------------------------------- | ---- | ----------------- | ----------------- | ----------------- | ----------------- | ----------------- | ----------------- | ----------------- | --- | --------- |
| „Sweet Nothing” (Calvin Harris feat. Florence Welch) | 2012 | 1                 | 10                | 15                | 17                | 2                 | 2                 | 19                | - UK: srebrna płyta - AUS: 3x platynowa płyta - BEL: złota płyta - GER: złota płyta - CAN: 2x platynowa płyta - USA: 2x platynowa płyta - NZL: platynowa płyta | 18 Months |